# Fabrizio Cicchito
Fabrizio Cicchito, italijanski novinar, prostozidar in politik, * 26. oktober 1940, Rim.